# Prionus rhodocerus
Prionus rhodocerus är en skalbaggsart som beskrevs av Linsley 1957. Prionus rhodocerus ingår i släktet Prionus och familjen långhorningar. Inga underarter finns listade i Catalogue of Life.